# Rio Loa
O Rio Loa é um rio sul-americano que banha as regiões de Tarapacá e Antofagasta no norte do Chile. É o rio mais longo do país com 440 km, que nasce na cordilheira dos Andes e atravessa grande parte do Deserto de Atacama.